# Diritti LGBT in Lituania
I diritti civili per le persone lesbiche, gay, bisessuali e transgender in Lituania non sono gli stessi delle persone eterosessuali.
Anche se l'omosessualità è stata decriminalizzata nel 1993, l'eredità storica del regime comunista comporta ancora dei limiti per i diritti LGBT
La protezione contro la discriminazione è stata regolamentata come parte dei criteri per l'adesione all'Unione europea e nel 2010 ha avuto luogo la prima sfilata di orgoglio gay nella capitale, Vilnius.
Al 2024 la Lituania è uno degli ultimi 5 Paesi appartenenti all'Unione Europea a non avere alcuna legge sulle unioni civili o sulle coppie di fatto assieme a Polonia, Bulgaria, Romania e Slovacchia.

## Storia del diritto penale lituano
L'omosessualità, illegale nell'Unione Sovietica, è stata legalizzata in Lituania nel 1993, due anni dopo la fine dell'occupazione. Durante l'occupazione sovietica, l'omosessualità è stata considerata una decadenza della borghesia.
L'età del consenso è stata parificata nel 2004.

## Protezioni contro la discriminazione
Secondo la legge sulla parità di trattamento del 2005, la discriminazione basata sull'orientamento sessuale è vietata nei settori dell'occupazione, dell'istruzione e dell'accesso ai beni e servizi.
La violenza contro le persone LGBT e altre minoranze è esplicitamente vietata dal codice penale del Paese, sezione 170.

## Tutele per le coppie omosessuali
Vi sono diverse disposizioni che vietano il matrimonio egualitario in Lituania. L'articolo 38 della costituzione stabilisce che "il matrimonio è permesso con il libero consenso reciproco di un uomo e di una donna". Il matrimonio dello stesso sesso è anche esplicitamente vietato all'articolo 3.12 del codice civile del paese, affermando che "il matrimonio è permesso con una persona del sesso opposto". Inoltre, il codice civile del paese consente l'approvazione delle istituzioni di partenariato da parte delle autorità legislative, sebbene l'articolo 3.229 del codice li limiti alle coppie eterosessuali.

## Identità / espressione di genere
L'articolo 2.27 del codice civile consente a qualsiasi persona non sposata di cambiare genere giuridico se questo è supportato da un intervento chirurgico dei genitali.

## Divieti di propaganda

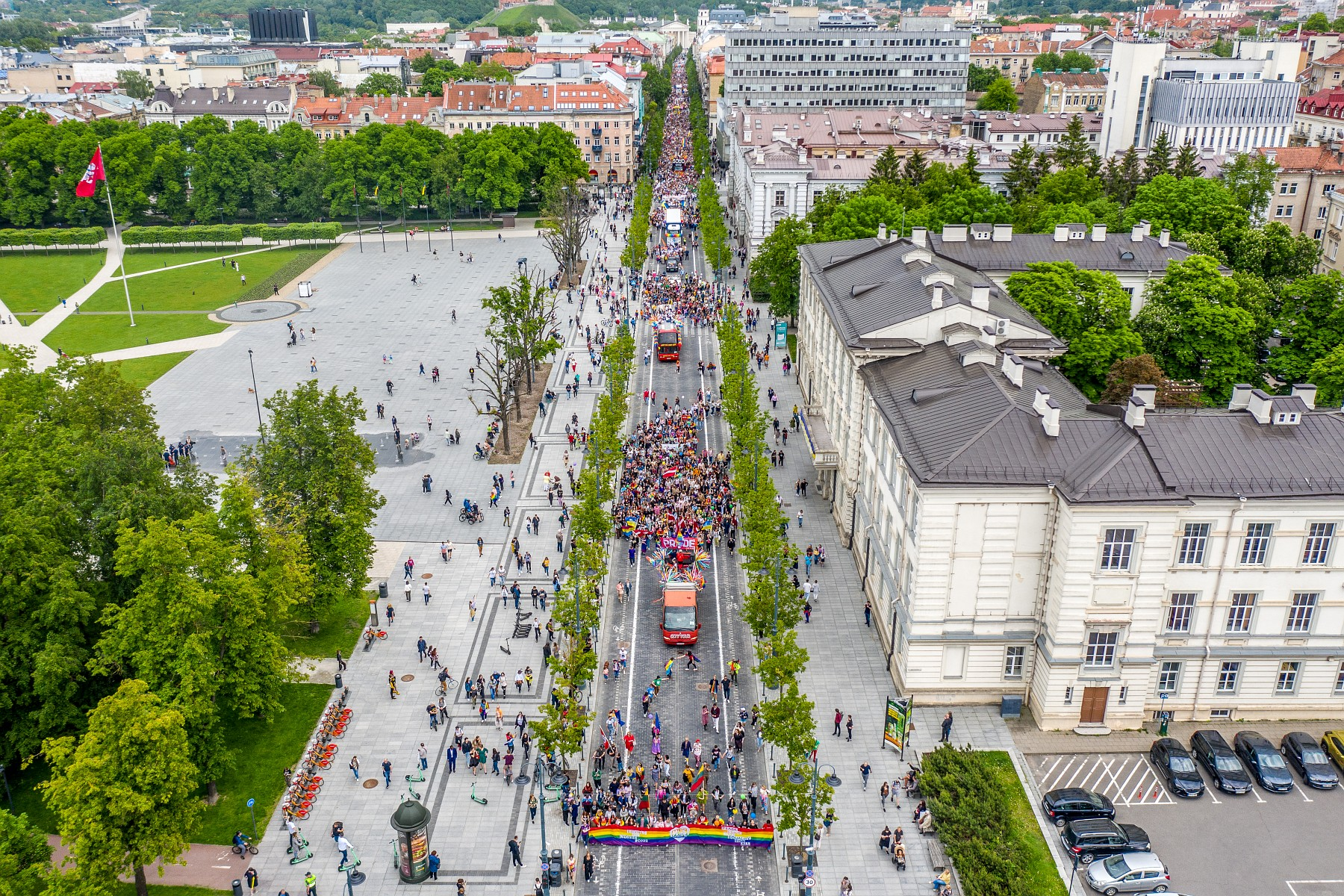
Baltic Pride 2022

Dopo diverse proposte precedenti il parlamento approva il 1º marzo 2010 una legge che vieta la "promozione delle relazioni omosessuali" nei confronti dei minori.
L'articolo 39.1 della legge sull'informazione pubblica, modificata il 30 settembre 2010 ed entrata in vigore il 18 ottobre dello stesso anno afferma che: "qualsiasi annuncio pubblicitario o un messaggio audiovisivo commerciale non può avere in essa informazioni che umiliano la dignità di una persona, discriminando per motivi di razza, sesso o origine etnica, cittadinanza, religione o fede, handicap o età; questi messaggi non possono rappresentare o promuovere un orientamento sessuale, offendere sentimenti religiosi o convinzioni politiche, promuovere un comportamento pericoloso per la salute, la sicurezza o un comportamento particolarmente dannoso per l'ambiente".
Nel 30 giugno 2011 entra in vigore una nuova legge che modifica l'articolo 39.1 : "  La pubblicità e le comunicazioni commerciali audiovisive devono essere dignitose, corrette e chiaramente identificabili. La pubblicità e le comunicazioni commerciali audiovisive vietano la pubblicazione di informazioni che degradano la dignità umana, discriminano o promuovono discriminazioni basate su razza, sesso, orientamento sessuale o origine etnica, nazionalità, cittadinanza, religione o convinzioni personali, disabilità, età o offese ai sentimenti religiosi o all'affiliazione politica. convinzioni che incoraggiano comportamenti pregiudizievoli per la salute o la sicurezza e che sono particolarmente dannosi per l'ambiente".
Ciò fa presupporre che non ci sia più un divieto di propaganda.

## Servizio militare
I gay e le lesbiche sono autorizzati a servire apertamente nei militari.

## Opinione pubblica
Un sondaggio tra i membri dell'Unione europea, condotto nel 2006, ha mostrato che il 17% della popolazione si diceva a favore del matrimonio egualitario mentre il 12% era favorevole al diritto d'adozione per le coppie omosessuali.
Un sondaggio condotto nel 2009 ha rivelato che solo il 16% dei lituani ha approvato la marcia di orgoglio gay nella capitale del paese mentre l'81,5% degli intervistati considerava l'omosessualità come una perversione o una malattia.

## Tabella riassuntiva
| Attività sessuale omosessuale legale                                                                       | (dal 1993)                                                                                                |
| Uguale età del consenso                                                                                    | (dal 2004)                                                                                                |
| Leggi anti-discriminazione sul posto di lavoro                                                             | (dal 2005)                                                                                                |
| Leggi antidiscriminatorie sull'uso di beni e servizi                                                       | (dal 2005)                                                                                                |
| Leggi antidiscriminatorie in tutte le altre aree (inclusa la discriminaziine indiretta e i crimini d'odio) | Si |
| Matrimonio tra persone dello stesso sesso                                                                  | (incostituzionale dal 1992)                                                                               |
| Riconoscimento delle coppie formate da persone dello stesso sesso                                          | (Unioni civili proposte)                                                                                  |
| Adozioni per i single LGBT                                                                                 | No |
| Adozione del figlio del partner per le coppie dello stesso sesso                                           | No |
| Adozione da parte di coppie dello stesso sesso                                                             | No |
| Le persone LGBT possono servire apertamente nelle forze armate                                             | Si |
| Diritto di poter cambiare legalmente sesso                                                                 | Si |
| Accesso alla fecondazione in vitro per le coppie lesbiche                                                  | No |
| Maternità surrogata per le coppie gay                                                                      | No |
| Diritto di esprimersi liberamente                                                                          | (divieto di parlare del matrimonio egualitario e delle famiglie omogenitoriali presente dal 2010 al 2011) |
| Terapie di conversione                                                                                     | (Legali, Divieto proposto)                                                                                |
| Possibilità di donare il sangue per gli omosessuali                                                        | [ 11 ] |